# Craugastor rivulus
Craugastor rivulus is een kikker uit de familie Craugastoridae. De soort werd voor het eerst wetenschappelijk beschreven door Jonathan Atwood Campbell en Jay Mathers Savage in 2000. Oorspronkelijk werd de wetenschappelijke naam Eleutherodactylus rivulus gebruikt.
De soort komt voor in delen van Midden-Amerika en leeft endemisch in Guatemala. Craugastor rivulus wordt bedreigd door het verlies van habitat. De soortaanduiding rivulus betekent vrij vertaald 'beekje' en slaat op de habitat van de kikker.